# Tuolumne City
Tuolumne City és una concentració de població designada pel cens dels Estats Units a l'estat de Califòrnia. Segons el cens del 2000 tenia 1.865 habitants.

## Demografia
Segons el cens del 2000, Tuolumne City tenia 1.865 habitants, 736 habitatges, i 474 famílies. La densitat de població era de 309 habitants/km².
Dels 736 habitatges en un 31,3% hi vivien nens de menys de 18 anys, en un 45,7% hi vivien parelles casades, en un 15,4% dones solteres, i en un 35,5% no eren unitats familiars. En el 29,2% dels habitatges hi vivien persones soles el 13,3% de les quals corresponia a persones de 65 anys o més que vivien soles. El nombre mitjà de persones vivint en cada habitatge era de 2,51 i el nombre mitjà de persones que vivien en cada família era de 3,1.
Per edats la població es repartia de la següent manera: un 28,3% tenia menys de 18 anys, un 8,1% entre 18 i 24, un 26,5% entre 25 i 44, un 23,5% de 45 a 60 i un 13,6% 65 anys o més.
L'edat mediana era de 37 anys. Per cada 100 dones de 18 o més anys hi havia 87,5 homes.
La renda mediana per habitatge era de 32.361 $ i la renda mediana per família de 41.007 $. Els homes tenien una renda mediana de 35.524 $ mentre que les dones 22.593 $. La renda per capita de la població era de 16.567 $. Entorn del 13% de les famílies i el 14,2% de la població estaven per davall del llindar de pobresa.

## Poblacions més properes
El següent diagrama mostra les poblacions més properes.